# Панде, Рана Джанг
Рана Джанг Панде (непальск. रणजङ्ग पाँडे; род. в 1789, Катманду, Непал — 18 апреля 1843, там же) — непальский государственный деятель, премьер-министр Непала в 1837, 1839—1840 годах.

## Биография
Рана Джанг Панде служил капитаном в армии в Катманду. Знав о разладе между Самраджи Лакшми и Бримсеном Тхапой, он тайно выразил свою верность Самрадже Лакшми, поклявшись помочь ей свергнуть Бримсена за все злодеяния, которые он совершил против своей семьи. Раздоры при непальском дворе также начали развиваться из-за соперничества между двумя королевами: одна поддерживала Панде, а другая Тхапу. Примерно через месяц после возвращения Матабара в Катманду в результате супружеской измены между ним и его овдовевшей невесткой родился ребенок. Эта новость была разошлась по всей стране, и Панде вынудил Матабара покинуть Катманду, поселившись в своём родовом доме в Пипал Ток.
Сразу после заключения Тхапы в тюрьму было сформировано новое правительство с Раной Джангом Панде в качестве премьер-министра. Через три месяца пребывания у власти под давлением противоборствующих фракций король сместил Рана Джанга с поста на Рангу Натха Пудьяла, который благосклонно относился к Тхапе.